# From Dusk Till Dawn: The Series
From Dusk Till Dawn: The Series ist eine US-amerikanische Horror-Fernsehserie aus dem Jahr 2014, die an dem gleichnamigen Film aus dem Jahre 1996 angelehnt ist. Wie schon der Film wurde die Serie von Robert Rodriguez entwickelt. Sie ist die erste Eigenproduktion des Senders El Rey und feierte dort am 11. März 2014 ihre Premiere. Im deutschsprachigen Raum ist die Serie seit dem 16. September 2014 über Netflix abrufbar.
Im Oktober 2015 wurde die Serie um eine dritte und letzte Staffel verlängert, die vom 6. September bis 1. November 2016 ausgestrahlt wurde.

## Handlung
Seth Gecko und sein Bruder Richard werden von dem FBI und der texanischen Polizei nach einem Banküberfall, bei dem sechs Menschen starben, gesucht. Auf ihrem Weg nach Mexiko begegnen die Brüder dem Pastor Jacob Fuller und seiner Familie, welche sie als Geisel nehmen. Auf dem weiteren Weg nach Mexiko gelangen die zwei mit ihren Geiseln durch den Drogenboss Don Carlos in einen mysteriösen Stripclub, in dem zahlreiche Vampire arbeiten. Folglich müssen sie alle bis zum Sonnenaufgang um ihr Leben kämpfen.

### Staffel 1
Ein leicht bekleidetes Mädchen hetzt durch den Wald, während sie von bewaffneten Männern verfolgt wird, welche altertümlichen Schmuck tragen. Sie erreichen die Gejagte und werfen sie in eine Grube voller Schlangen. Das Mädchen wird von den Schlangen gebissen, wobei eine der Schlangen in ihren Mund hineinkriecht.
Die beiden Brüder Seth und Richard Gecko befinden sich auf einem Raubzug durch Kansas und Texas. Ihr Ziel ist die mexikanische Grenze, wo sie ihren Auftraggeber Carlos treffen wollen. Probleme tauchen auf, als der unberechenbare Richard von Dämonen besessen wird. Bei einem Überfall wird der Ranger Earl McGraw erschossen und sein Partner Freddie Gonzalez gibt ihm ein letztes Versprechen: Die Gecko-Brüder zu töten. Auf der Flucht nehmen Richards Visionen immer mehr zu, was dazu führt, dass er eine zuvor genommene Geisel auf dem Weg nach Mexiko in einem Motel auf grausame Weise tötet. In diesem treffen sie auf die Familie Fuller, nehmen sie als Geiseln und wollen nun gemeinsam nach Mexiko. Im Wohnmobil der Fullers versuchen sie die Grenze zu überschreiten und werden dabei dicht von Ranger Gonzalez verfolgt.

### Staffel 2
Nach den Ereignissen im Titty Twister gehen die Gecko-Brüder getrennte Wege. Seth Gecko versucht, sich in der mexikanischen Unterwelt als Verbrecher durchzuschlagen, während sein Bruder Richard zunehmend in die Hierarchie des Culebra-Kults aufsteigt – einer alten, vampirähnlichen Schlangenspezies, die über ein weitverzweigtes Netz aus Tempeln, Drogenkartellen und okkulten Strukturen verfügt.
Kate Fuiler, die in der ersten Staffel zur Geisel wurde, nimmt nun eine aktivere Rolle ein. Sie begibt sich auf die Suche nach ihrer eigenen Identität und wird dabei in den sich zuspitzenden Konflikt zwischen Menschen und Culebras hineingezogen. Der texanische Ranger Freddie Gonzalez, nach wie vor vom Tod seines Mentors Earl McGraw gezeichnet, wird in einem größeren Kampf verwickelt, als er entdeckt, dass die Culebras eine tiefere, mythologische Bedrohung darstellen.

### Staffel 3
In der dritten und finalen Staffel spitzt sich der Konflikt zwischen den Gecko-Brüdern, den Culebras und einer neuen, übernatürlichen Bedrohung weiter zu. Die wiedererweckte Amaru – eine mächtige Dämonin, die einst über die Unterwelt herrschte – kehrt in die Welt der Lebenden zurück, nachdem sie Besitz von Kates Körper ergriffen hat. Ihr Ziel ist es, die Welt in Dunkelheit zu stürzen und ein neues Zeitalter des Schreckens einzuleiten.
Während Seth und Richie versuchen, ihre Differenzen beizulegen, erkennen sie, dass sie sich dem Kampf gegen Amaru nicht entziehen können. Gemeinsam mit Freddie Gonzalez, der inzwischen zum „Sentinel“ – einem auserwählten Culebra-Krieger – geworden ist, stellen sie sich der wachsenden Bedrohung. Unterstützt werden sie dabei von Verbündeten aus früheren Staffeln, unter anderem von Santánico Pandemonium, die sich gegen ihre ehemalige Culebra-Familie stellt.
Im Verlauf der Staffel wird das Ausmaß von Amarus Macht deutlicher, als sie beginnt, Menschen zu manipulieren, untote Krieger zu erwecken und Tempel der alten Götter zu reaktivieren. Die Grenzen zwischen Diesseits und Jenseits verschwimmen zunehmend. In einem finalen Kampf gegen die Zeit müssen die Protagonisten alles riskieren, um Amaru aufzuhalten und die Ordnung zwischen den Welten wiederherzustellen.

## Besetzung
Die erste Synchronfassung wurde bei den CAP Studios nach Dialogbüchern von Frank Felicetti unter der Dialogregie von Armin Boris und Mark Backes erstellt.
Für die Serie wurde eine zweite Synchronisation bestellt, diese entstand bei der FFS Film- & Fernseh-Synchron nach Dialogbüchern von Christine Roche, Julia Meynen, Jürgen Wilhelm, Klaus Terhoeven und Stephanie Kellner unter der Dialogregie von Cay-Michael Wolf, Hubertus von Lerchenfeld und Julia Meynen.

### Hauptbesetzung
| Rollenname                       | Schauspieler              | Hauptrolle | Nebenrolle | Synchronsprecher (1. Fassung) | Synchronsprecher (2. Fassung) |
| -------------------------------- | ------------------------- | ---------- | ---------- | ----------------------------- | ----------------------------- |
| Seth Gecko                       | D. J. Cotrona             | 1.01–3.10  |            | Michael Baral                 | Manou Lubowski                |
| Richard „Richie“ Gecko           | Zane Holtz                | 1.01–3.10  |            | Torsten Sense                 | Johannes Raspe                |
| Santanico Pandemonium            | Eiza González             | 1.01–3.10  |            | Daniela Bette-Koch            | Angela Wiederhut              |
| Freddie Gonzalez                 | Jesse Garcia              | 1.01–3.10  |            | Jörg Petzold                  | Louis Friedemann Thiele       |
| Don Carlos                       | Wilmer Valderrama         | 1.01–2.10  | 3.08–3.10  | Carlos Lobo                   | Marcantonio Moschettini       |
| Earl McGraw                      | Don Johnson/Jesse Johnson | 1.01–1.10  | 2.06       | Reent Reins                   | Reent Reins                   |
| Jacob Fuller                     | Robert Patrick            | 1.02–1.10  |            | Hans-Georg Körbel             | Gudo Hoegel                   |
| Kate Fuller/Amaru                | Madison Davenport         | 1.02–3.10  |            | Schné                         | Laura Maire                   |
| Scott Fuller                     | Brandon Soo Hoo           | 1.02–3.10  |            | Markus Fries                  | Karim El Kammouchi            |
| Prof. Aiden „Sex Machine“ Tanner | Jake Busey                | 2.01–3.10  | 1.03–1.10  | Frank Felicetti               | Matthias Klie                 |
| Lord Amancio Malvado             | Esai Morales              | 2.01–2.10  |            |                               | Martin Umbach                 |
| Regulator                        | Danny Trejo               | 2.01–2.07  |            |                               | Thomas Rauscher               |

### Nebenbesetzung
| Rollenname                | Schauspieler        | Nebenrolle | Synchronsprecher (1. Fassung) | Synchronsprecher (2. Fassung) |
| ------------------------- | ------------------- | ---------- | ----------------------------- | ----------------------------- |
| Margaret Gonzales         | Jamie Tisdale       | 1.01–3.10  | Sabine König                  | Farina Brock                  |
| Monica Garza              | Samantha Esteban    | 1.01–1.09  |                               | Tatjana Pokorny               |
| Pete                      | Lane Garrison       | 1.01–1.09  |                               |                               |
| Kyle Winthrop             | Collin Fish         | 1.02–1.06  |                               |                               |
| Captain Chance Holbrook   | Brandon Smith       | 1.02–2.07  | Volker Wolf                   | Claus Brockmeyer              |
| Narciso                   | Manuel Garcia-Rulfo | 1.03–2.06  | Oliver Krietsch-Matzura       | Mike Carl                     |
| Vanessa Styles            | Adrianne Palicki    | 1.03–1.04  | Mélanie Fouché                |                               |
| Jennifer Fuller           | Joanna Going        | 1.04–1.08  |                               |                               |
| Razor Charlie             | Sam Medina          | 1.06–1.07  |                               | Matthias Kupfer               |
| „Titty Twister“-Türsteher | Jesse Borrego       | 1.06–1.07  |                               |                               |
| Big Jim                   | William Sadler      | 1.09–1.10  | Uli Krohm                     |                               |
| Rafa Infante              | Patrick Davis       | 2.01–2.04  |                               |                               |
| Sonja Lam                 | Briana Evigan       | 2.01–2.08  |                               | Kathrin Gaube                 |
| Balthazar Ambrose         | David Maldonado     | 2.01–2.08  |                               | Hans Bayer                    |
| Paloma Gutierrez          | Alicia Sanz         | 2.02–2.09  |                               |                               |
| Nathan Blanchard          | Chris Browning      | 2.03–2.05  |                               | Ole Pfennig                   |
| Eddie Cruickshank         | Jeff Fahey          | 2.03–2.07  |                               | Ekkehardt Belle               |
| Vermittler                | Gabriel Gutierrez   | 2.07–2.09  |                               | Jakob Riedl                   |
| Winchester Greely         | Jere Burns          | 2.08–2.09  |                               | Tobias Lelle                  |
| Maia                      | Demi Lovato         | 2.09–2.10  |                               |                               |

## Produktion und Ausstrahlung
Die Serie ist die erste drehbuchbasierende Serie des Senders El Rey, welcher von Robert Rodriguez, dem Schöpfer der Serie, betrieben wird. Sie basiert auf dem Film From Dusk Till Dawn mit George Clooney und Quentin Tarantino in den Hauptrollen.
Im November 2013 wurde die Verpflichtung der Schauspieler D. J. Cotrona, Zane Holtz, Jesse Garcia und Don Johnson bekannt. Später wurden Robert Patrick, Madison Davenport, Brandon Soo Hoo, Eiza González sowie Adrianne Palicki und Jake Busey für weitere Rollen verpflichtet.
Die Premiere der zehn Folgen umfassenden ersten Staffel fand am 11. März 2014 statt. Das Staffelfinale wurde am 20. Mai 2014 gesendet. Bereits am 26. März 2014, nach nur drei ausgestrahlten Episoden, wurde die Serie um eine zweite Staffel verlängert. Waren dabei zunächst 13 Episoden angekündigt gewesen, so wurde die Folgenanzahl bereits vor Ausstrahlungsbeginn auf 10 festgelegt. Am Tag vor dem Finale der zweiten Staffel wurde die Bestellung einer dritten Staffel bekannt.
Im deutschsprachigen Raum veröffentlichte Netflix am 16. September 2014 zum Deutschlandstart des VoD-Anbieters die erste Staffel der Serie. Die Episoden konnten wahlweise im Originalton, mit deutscher Synchronisation oder mit Untertiteln angesehen werden. Ab dem 1. November 2015 standen auch die Episoden der 2. Staffel bereit. Staffel 3 umfasst zehn Folgen und war ebenfalls auf Netflix online.
Stand 2023 ist die komplette Serie nicht mehr auf Netflix abrufbar. Diverse Anbieter bieten unterschiedliche Staffeln an.
Die Ausstrahlungsrechte für Deutschland hat sich die RTL Television Gruppe gesichert. Die Deutschlandpremiere fand am 4. Mai 2016 beim Pay-TV-Sender RTL Crime statt. Im Free-TV startet der Sender RTL Nitro die Ausstrahlung der Serie im Juli 2017.

## Trivia
Die Serie orientiert sich stark am Originalfilm von 1996. Darüber hinaus werden andere Elemente aus dem Werk von Quentin Tarantino, der für den Film das Drehbuch schrieb, zitiert. Zum Beispiel kommen die Big Kahuna Burger aus Pulp Fiction, die auch in From Dusk Till Dawn als Logo auf einer braunen „To-Go“ Papiertüte für Essen auftauchen, in der Serie in Form eines Imbisses vor. Ebenso werden Figuren bzw. Sprüche aus Filmen wie Sharky und seine Profis mit Burt Reynolds zitiert.

## DVD-Veröffentlichung
Vereinigte Staaten
- Staffel 1 erschien am 16. September 2014
- Staffel 2 erschien am 2. Februar 2016

Vereinigtes Königreich
- Staffel 1 erschien am 22. September 2014

Deutschland, Österreich & Schweiz
- Staffel 1 erschien am 27. März 2015
- Staffel 2 erschien am 29. April 2016